# Friedrich Maase

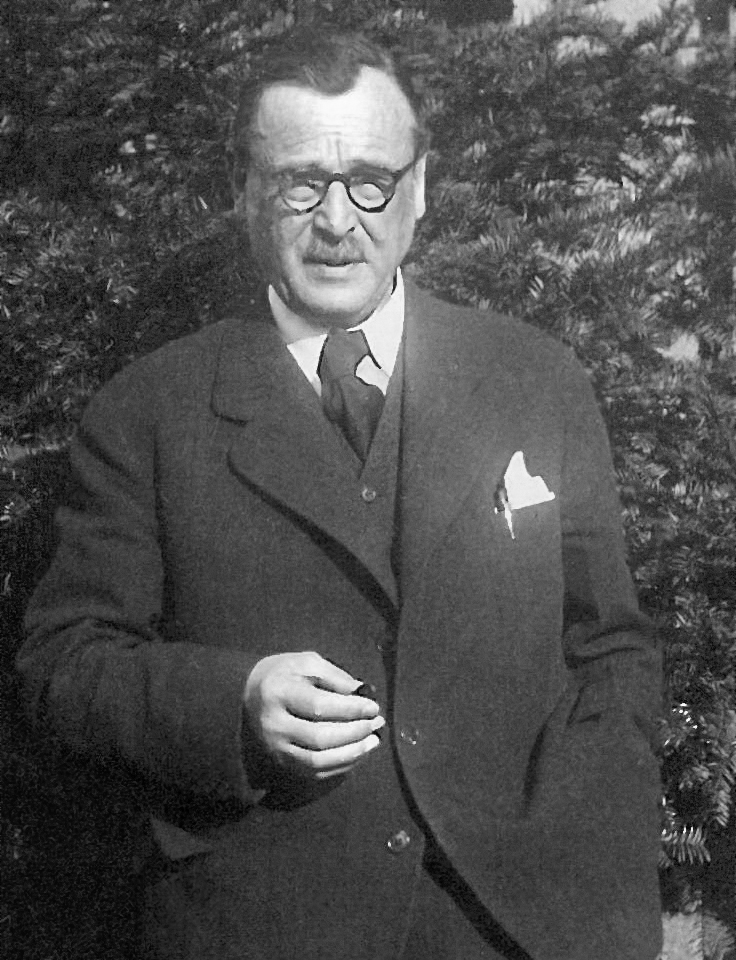
Friedrich Maase (um 1941)

Friedrich Maase (* 1. Januar 1878 in Meiderich; † 10. September 1959 in Düsseldorf) war ein deutscher Rechtsanwalt, Pazifist und Oppositioneller. Er war Opfer des Nationalsozialismus, überlebte die Konzentrationslager Sachsenhausen und Flossenbürg und sagte später als Zeuge im 1958/59 geführten Strafprozess gegen die nationalsozialistischen Kriegsverbrecher Gustav Sorge und Wilhelm Schubert aus. Maase war zeitlebens kulturell und politisch engagiert; unter anderem widersetzte er sich nach 1945 der von Bundeskanzler Adenauer betriebenen Politik der Wiederbewaffnung Deutschlands und galt zu dieser Zeit als maßgeblich in mehreren politischen Organisationen. Er war zudem Präsident des Demokratischen Kulturbundes Deutschlands und Mitgründer der Heinrich-Heine-Gesellschaft.

## Leben

### Herkunft, Ausbildung und frühe Berufszeit
Friedrich Maase wurde im Januar 1878 als eines von sechs Kindern (eine seiner Schwestern war Hedda Eulenberg) des Volksschullehrers und späteren Musikdirektors Wilhelm Maase (1850–1932) und seiner Ehefrau Maria geb. Langer in Meiderich (heute Duisburg-Meiderich) geboren. Um 1879 verlegte die Familie ihren Wohnsitz nach Düsseldorf, wo Friedrich Maase aufwuchs.

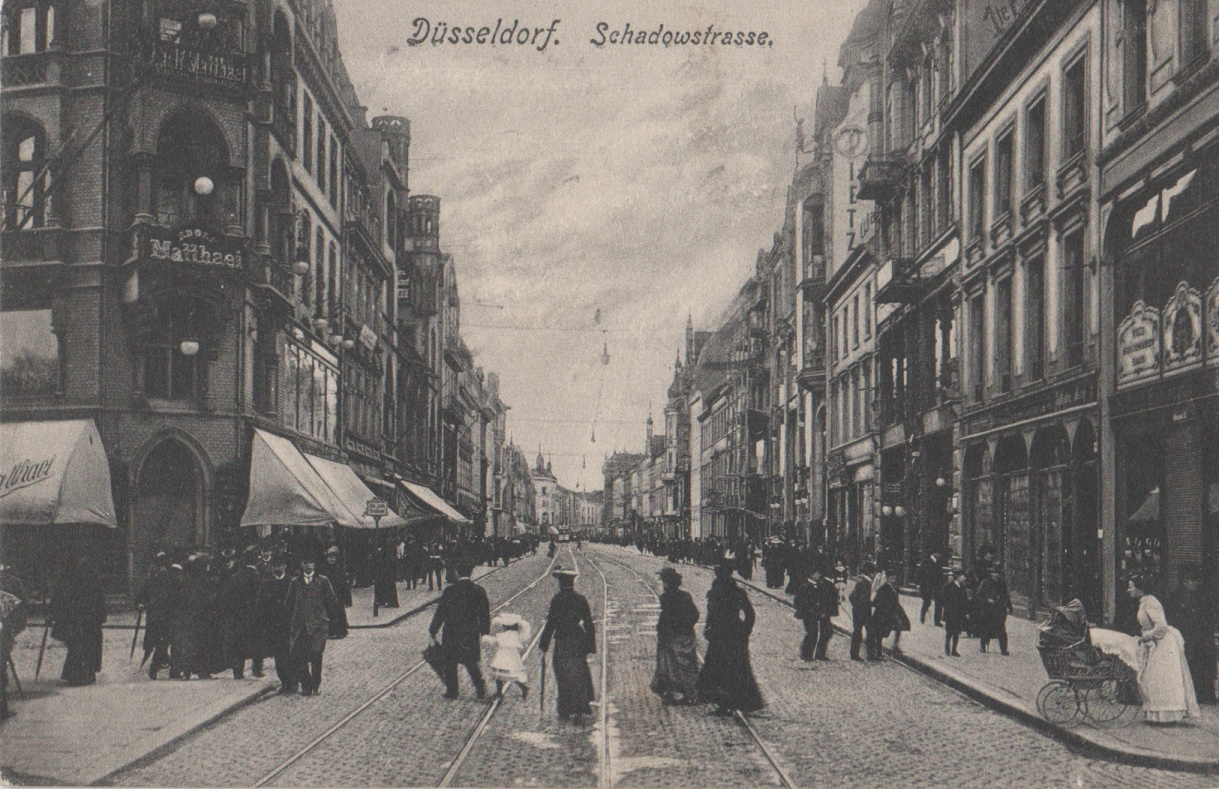
Straßenszene in der Düsseldorfer Innenstadt um das Jahr 1906 (hier die Einkaufsstraße Schadowstraße)

Nach seiner schulischen Ausbildung studierte er Jura und wurde im Jahr 1901 an der Universität Rostock mit der Dissertation Gefahrtragung beim Kauf für die Zeit des Schwebens einer Bedingung zum Dr. jur. promoviert. Anschließend ließ Maase sich als Rechtsanwalt in Düsseldorf nieder, das sich damals zur Wirtschaftsmetropole entwickelte und als „Schreibtisch des Ruhrgebiets“ etablierte – aber auch als kultureller Mittelpunkt. Am Ersten Weltkrieg nahm er als Soldat des Reichsheeres teil. Kurz nach Beginn der Novemberrevolution von 1918/19, am zweiten Tag nach Ausrufung der Republik, ernannte ihn der Düsseldorfer Arbeiter- und Soldatenrat am 10. November 1918 zum Bevollmächtigten für die Beziehungen zwischen der Düsseldorfer Polizei und der in Düsseldorf stationierten Reichsheer-Garnison. Über seine Tätigkeit in dieser Funktion ist in der einschlägigen Sekundär-Literatur nichts verzeichnet.
Er war Förderer der weltlichen Einheitsschulen und setzte sich in der Weimarer Republik in Übereinstimmung mit seinem langjährigen Freund Johann Fladung für die Entkirchlichung der Schule ein. Maase war Mitbegründer und 1. Vorsitzender des 1920 in Elberfeld gegründeten Bundes der freien Schulgesellschaften, der den Freidenkern nahestand. Zudem gehörte er dem Vorstand des Deutschen Monistenbundes an und war Mitglied sowie zeitweise Vorsitzender der Deutschen Friedensgesellschaft. Außerdem war er Mitglied des 1907 gegründeten Freimaurer-Reformbundes Zur aufgehenden Sonne.
Maase war eingeschriebenes Mitglied der SPD und des Reichsbanner Schwarz-Rot-Gold. Obwohl seine Anwaltskollegen mehrheitlich der Zentrumspartei nahestanden, wählten sie ihn in Vorstand und Ehrengericht der Anwaltskammer Düsseldorf.

### Politische Verfolgung durch das Nazi-Regime
Nach der „Machtergreifung“ durch die Nationalsozialisten Ende Januar 1933 wurde Maase vorübergehend in Haft genommen und zudem als erster Rechtsanwalt in Düsseldorf aus der dortigen Anwaltskammer ausgeschlossen, weil er als Kommunist galt. Am 26. August 1933 belegte ihn der von den Nationalsozialisten neu eingesetzte preußische Justizminister Hanns Kerrl (NSDAP) mit einem Vertretungsverbot für seine Anwaltspraxis, und am 16. September 1933 entzog ihm der Oberlandesgerichtspräsident in Düsseldorf die Zulassung zur Rechtsanwaltschaft bei dem Amts- und Landgericht Düsseldorf, „weil er sich im kommunistischen Sinne betätigt habe“.

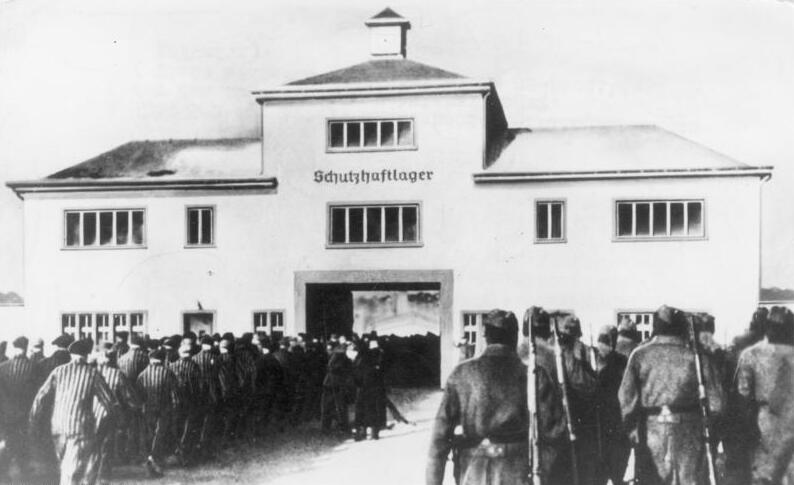
KZ Sachsenhausen – Häftlingskolonnen vor dem Lagertor zum „Schutzhaftlager“ (Foto aus der NS-Zeit, ca. 1936–1944)

Um nach dem Berufsverbot seinen Lebensunterhalt zu bestreiten, nahm Maase im November 1934 eine Stelle als Geschäftsführer bei der Firma Autogenwerk Sirius GmbH in Düsseldorf an, die er bis zu seiner Inhaftierung im September 1939 ausübte. Während dieser Zeit saß er bereits vom 30. Mai 1935 bis zum 2. Juli 1935 im Polizeigefängnis Düsseldorf in Untersuchungshaft wegen des Verdachts auf „Vorbereitung zum Hochverrat“. Am 3. September 1939, zwei Tage nach dem Überfall des NS-Regimes auf Polen, wurde Maase als Pazifist und ehemaliger Vorsitzender der Friedensgesellschaft wegen politisch „linker Überzeugungen“ – wie andere Regime-Kritiker in der „A-Kartei“ der Gestapo in diesen Tagen – in Haft genommen. Im Polizeigefängnis Düsseldorf traf er auf den Professor für Sozialwissenschaften, Benedikt Schmittmann, der bereits zu Beginn des Polenüberfalls am 1. September verhaftet worden war. Beide wurden am 8. September als sogenannte „Schutzhäftlinge“ in das KZ Sachsenhausen abtransportiert, wo sie am 10. September registriert wurden. Der damals 62-jährige Maase und der 67-jährige Schmittmann waren zu der Zeit die ältesten Häftlinge im Polizeigefängnis in Düsseldorf. Sie hielten daher dort sowie auf dem Transport zum und im KZ Sachsenhausen zusammen.
Maase (Häftlingsnummer 8010) musste mitansehen, wie Schmittmann im KZ Sachsenhausen am 13. September 1939 von den zur KZ-Wachmannschaft gehörenden SS-Männern Gustav Sorge, Wilhelm Schubert und Josef Wloka gemeinsam durch Fußtritte grausam ermordet wurde. Am 5. April 1940 wurde Maase vom KZ Sachsenhausen in das KZ Flossenbürg verlegt, wo er bis zum 9. November 1940 inhaftiert war. Unmittelbar nach der Haftentlassung fertigte er ein Gedächtnisprotokoll über seine Zeit in KZ-Haft an. Dieses Protokoll bildete später die Grundlage seiner Zeugenaussage im Strafprozess am Bonner Landgericht gegen Sorge und Schubert.

### Politische Aktivitäten und Verfolgung nach 1945
Nach Ende des Zweiten Weltkriegs nahm Maase seine Anwaltstätigkeit in Düsseldorf alsbald wieder auf. Im März 1946 wurde er vom Oberlandesgerichtspräsidenten zum Notar in Düsseldorf ernannt. Bald darauf wurde ihm der Vorsitz des Kreishilfsausschusses beim Oberstadtdirektor in Düsseldorf übertragen, der Wiedergutmachungsfragen bearbeitete. Maase selbst wurde als politisch Verfolgter anerkannt, weil er wegen Widerstandes gegen das NS-Regime inhaftiert war.

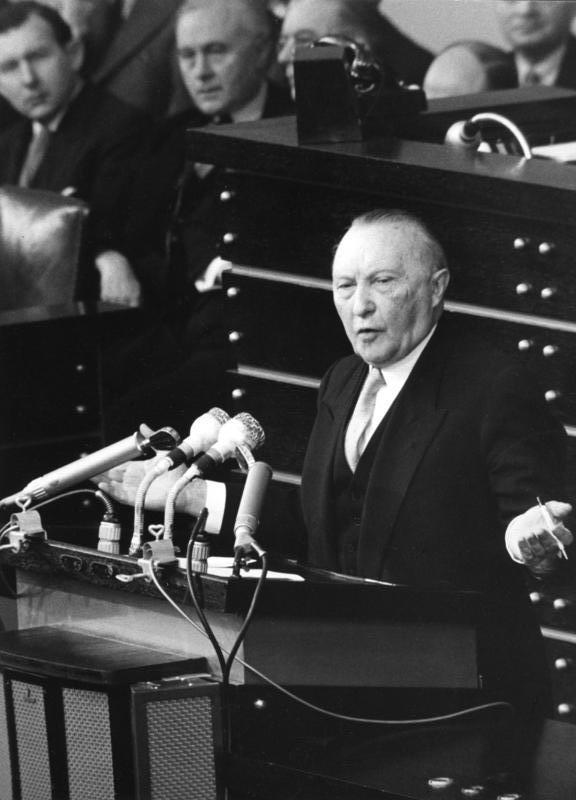
Bundeskanzler Konrad Adenauer bei seiner Rede zu den Pariser Verträgen im Deutschen Bundestag am 25. Februar 1955

Er engagierte sich in der Nachkriegszeit gegen die Wiederbewaffnung (Remilitarisierung) Deutschlands und für die Vereinigung der westlichen und östlichen Besatzungszonen Deutschlands als neutraler Staat. Zu einem geplanten Volkskongress in Remscheid meldete er sich als Referent zu dem Thema „Deutsche Einheit und Kultur“. Der Kongress wurde verboten; in der Folge wurde Maase telefonisch über seinen Ausschluss aus der SPD informiert. Mitte September 1951 hatte die Volkskammer der – 1949 aus der Sowjetischen Besatzungszone hervorgegangenen – Deutschen Demokratischen Republik (DDR) auf Vorschlag des Ministerpräsidenten Otto Grotewohl den Bundestag der – ebenfalls 1949 und aus den drei westlichen Besatzungszonen hervorgegangenen – Bundesrepublik Deutschland (BRD) aufgefordert, freie, gleiche und geheime Wahlen in ganz Deutschland sowie den Abschluss eines Friedensvertrages und den Abzug aller Besatzungstruppen zu ermöglichen. In diesem Sinne engagierte Maase sich gemeinsam mit den Politikern Wilhelm Elfes und Joseph Wirth im Arbeitskreis für deutsche Verständigung – für einen gerechten Friedensvertrag, der von der Adenauer-Regierung als kommunistische Tarnorganisation diffamiert wurde. Unter anderem leitete er den Kongreß für Deutsche Verständigung – für einen gerechten Friedensvertrag, der am 30. März 1952 in der Kaiser-Friedrich-Halle in Mönchengladbach stattfand. Weitere Redner waren unter anderem die Politikerin Katharina von Kardorff-Oheimb und Wilhelm Elfes, der das Hauptreferat hielt. Zusammen mit Elfes und von Kardorff-Oheimb reiste Maase im Frühjahr 1952 zu Gesprächen mit der politischen Führung der DDR nach Ost-Berlin.
Bundeskanzler Konrad Adenauer suchte in den frühen 1950er Jahren die von ihm betriebene Politik der Wiederbewaffnung und der militärischen Westintegration der jungen BRD, die 1955 in den Pariser Verträgen und dem Deutschlandvertrag gipfelte, durch das politische Strafrecht abzusichern. Maase, Elfes und andere wurden deswegen 1952 von Bundeskanzler Adenauer als Vertreter der Bundesregierung und persönlich unter dem Vorwurf der „Gründung und Förderung einer verfassungsfeindlichen Vereinigung gemäß § 90a Abs. 1 StGB bzw. einer kriminellen Vereinigung in staatsgefährdender Absicht gemäß §§ 94 Abs. 1, 129 Abs. 1 StGB“ angezeigt. Oberbundesanwalt Carlo Wiechmann bezichtigte Elfes und Maase der Kontaktschuld, das Verfahren wurde jedoch nach vier Jahren mangels Beweisen eingestellt. Wegen seiner Unterstützung für den Bund demokratischer Juristen (BdJ) im Jahr 1955 betrieb das nordrhein-westfälische Justizministerium die Strafverfolgung von Friedrich Maase, die jedoch von den zuständigen Behörden abgelehnt wurde, sowie seinen Ausschluss aus der Rheinischen Notarkammer, der ebenfalls von dieser abgelehnt wurde.
Maase leistete unter anderem dem Deutschen Gewerkschaftsbund (DGB) juristischen Beistand, wie zum Beispiel gegen SS-Veteranentreffen. Er kandidierte in Nordrhein-Westfalen bei der Bundestagswahl 1953 erfolglos für die Gesamtdeutsche Volkspartei, im Einvernehmen mit der 9-Punkte-Erklärung der Partei von 1953. Bei der folgenden Bundestagswahl 1957 kandidierte er ebenfalls ohne Erfolg für den Bund der Deutschen, Partei für Einheit, Frieden und Freiheit.

### Kulturelles Wirken
Maase gehörte – neben seinem Schwager, dem Schriftsteller Herbert Eulenberg, sowie Hanns Heinz Ewers, Hermann Harry Schmitz und anderen – zum literarisch-künstlerischen Stammtisch „Rosenkränzchen“, der von 1909 bis 1911 in Düsseldorf bestand und der seinen Namen nach dem Ort der Treffen, dem gleichnamigen Weinlokal in der Straße Altestadt in der Düsseldorfer Altstadt hatte. Er hielt Kontakt zur Künstlerszene in Düsseldorf, unter anderem ließ er sich im Jahr 1923 von Gert H. Wollheim porträtieren. 1932 zählte Maase zusammen mit Max Apel, Walter A. Berendsohn, Hans Hartmann, Wilhelm Hauser, Louis Satow und Max Seber zum neuen Herausgeberkreis der Zeitschrift Ethische Kultur, die liberale und sozialistische Positionen vertrat und das Publikationsorgan der Deutschen Gesellschaft für ethische Kultur darstellte. Alle sieben Herausgeber dieses Jahrgangs des Monatsblattes für ethisch-soziale Neugestaltung (Titelzusatz) waren Mitglieder des Freimaurer-Reformbundes Zur aufgehenden Sonne.

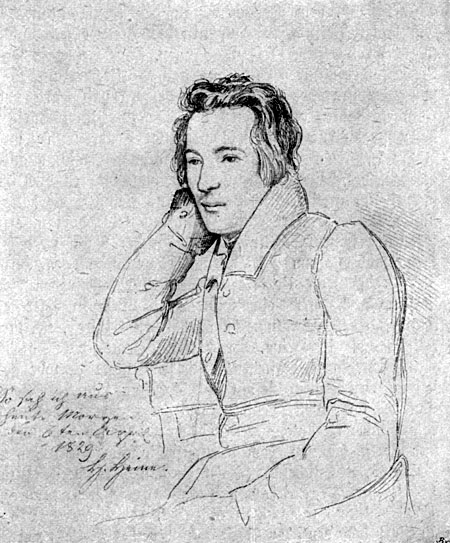
Heinrich Heine (1829)

In der Nachkriegszeit engagierte Maase sich wiederum nicht nur politisch, sondern auch kulturell. So erteilte er 1947 Unterricht in Philosophie an der Volkshochschule und organisierte die Jugendweihen in Düsseldorf.
Gemeinsam mit Hans Böckler und anderen gehörte er 1946 dem Vorstand des Kulturbundes zur demokratischen Erneuerung Deutschlands an, der auf Initiative von Herbert Eulenberg im Mai 1946 in Düsseldorf als Regionalverband für Nordrhein-Westfalen gegründet und 1950 von der Bundesregierung im sogenannten Adenauer-Erlass als verfassungsfeindlich eingestuft wurde. Unter der Auflage der Unabhängigkeit vom Kulturbund der DDR durfte Johann Fladung im April 1951 von Nordrhein-Westfalen aus den bundesweit agierenden „Demokratischen Kulturbund Deutschlands“ (DKBD) aufstellen; auf der Gründungsveranstaltung wurde Maase – neben Ernst Rowohlt, Carl Taube und Günter Herzberg – zu einem der Vorstandsvorsitzenden gewählt. Der DKBD geriet ebenfalls rasch unter Verdacht, eine kommunistische Tarnorganisation zu sein, die Spionage für den Osten trieb.
Maase unterstützte 1946/47 den Düsseldorfer Kulturdezernenten Hanns Kralik bei dessen vom Stadtrat vereitelten Bestrebungen, ein erstes Denkmal für den Dichter und Schriftsteller Heinrich Heine in Düsseldorf zu errichten; auch nach Kraliks Ausscheiden aus dem Amt setzte er sich dafür ein. Gemeinsam mit Hans Müller-Schlösser rief Maase 1956 zum 100. Todestag von Heinrich Heine in Düsseldorf die literarische Heinrich-Heine-Gesellschaft ins Leben, die laut Selbstdarstellung das Werk Heines und „die damit verbundenen zeitkritischen Anliegen einer breiten Öffentlichkeit zu vermitteln“ sucht. Jahrelang wirkte Maase im Kulturausschuss und der Jury des Immermann-Preises der Stadt Düsseldorf, bis 1957 der damalige Kulturdezernent Erwin Menken Maases Neu-Berufung wegen dessen Tätigkeit im „kommunistischen“ Kulturbund verhinderte.

### Zeuge im KZ-Prozess in Bonn 1958/59
In seinem letzten Lebensjahr stellte Maase sich dem Landgericht Bonn als Zeuge im Strafprozess gegen die NS-Kriegsverbrecher und ehemaligen SS-Mitglieder Gustav Sorge und Wilhelm Schubert zur Verfügung. Das Hauptverfahren vor dem Landgericht in der damaligen Bundeshauptstadt dauerte vom 13. Oktober 1958 bis zum 6. Februar 1959; es war der „erste große […] und deswegen viel Aufsehen erregende[…] KZ-Prozeß in der Bundesrepublik Deutschland“. Sorge und Schubert waren bereits 1947 in der sowjetischen Besatzungszone im Sachsenhausen-Prozess zusammen mit 14 weiteren Beschuldigten vor einem sowjetischen Militärgericht wegen Kriegsverbrechen im KZ Sachsenhausen angeklagt und zu lebenslänglicher Haft und der Pflicht zur Zwangsarbeit verurteilt sowie anschließend in einem sowjetischen Straflager inhaftiert worden. Beide waren jeweils 1956 aus der sowjetischen Haft freigekommen und in die Bundesrepublik entlassen worden, wo sie erneut in Haft genommen wurden. Vor dem Landgericht Bonn wurden Sorge und Schubert gemeinsam wegen KZ-Verbrechen angeklagt; der Verfahrensgegenstand beinhaltete unter anderem im KZ Sachsenhausen die Beteiligung an der Massentötung von etwa 10.000 sowjetischen Kriegsgefangenen in der Genickschussbaracke des Konzentrationslagers 1941 sowie die vollendete und versuchte Tötung zahlreicher KZ-Häftlinge. Maase sagte unter anderem zur Ermordung Schmittmanns aus und stützte sich dabei auf das von ihm nach seiner Haftzeit angefertigte und bislang unveröffentlichte Gedächtnisprotokoll, aus dem wiederholt zitiert wurde. Das Gericht hörte weitere Zeugen und verurteilte die beiden Angeklagten zu lebenslanger Freiheitsstrafe (LG Bonn, Az 8 Ks1/58).

### Privates
Friedrich Maase war verehelicht mit Wilhelmine Katharina (Käthe) Maase, geborene Vogel (27. Mai 1881 – 2. Februar 1947) und hatte mit ihr drei Kinder. Er war Bruder der Schriftstellerin Hedda Eulenberg (1876–1960), die in zweiter Ehe mit dem Schriftsteller, Dichter und Humanisten Herbert Eulenberg verheiratet war. Sein Sohn Klaus Maase (1903–2001) und dessen Frau Doris Maase (1911–1979, geb. Franck) waren Kommunisten und Widerstandskämpfer gegen den Nazi-Faschismus. Sein Enkel ist der Kulturwissenschaftler und Volkskundler Kaspar Maase (* 1946). Friedrich Maase starb am 10. September 1959 im Alter von 81 Jahren in Düsseldorf an Krebs.

## Darstellung Maases in der bildenden Kunst
- Gert Heinrich Wollheim: Porträt Dr. Friedrich Maase (Tafelbild)[32]

## Posthume Wirkung: Heine-Denkmal vor der ULB Düsseldorf
Maase besaß eine bronzene Heine-Statuette von 46 cm Höhe, bei der es sich um einen Abguss des Werkstattmodells aus Gips handelt, das der Bildhauer Hugo Lederer 1911 für sein Hamburger Heine-Denkmal angefertigt hatte. Das Heine-Denkmal von Lederer wurde 1913 als 2,25 m hohe Statue gegossen und 1926 im Hamburger Stadtpark aufgestellt. 1933 wurde das Denkmal von den Nationalsozialisten – die Heinrich Heine aufgrund seiner jüdischen Abstammung und seiner als literarische „Nestbeschmutzung“ angesehenen Werke anfeindeten – abgerissen und 1943 zur Metallgewinnung für die Rüstungsindustrie eingeschmolzen; seit 1982 befindet sich auf dem Hamburger Rathausmarkt eine Neuschöpfung von Waldemar Otto, die das Lederer-Vorbild zitiert.

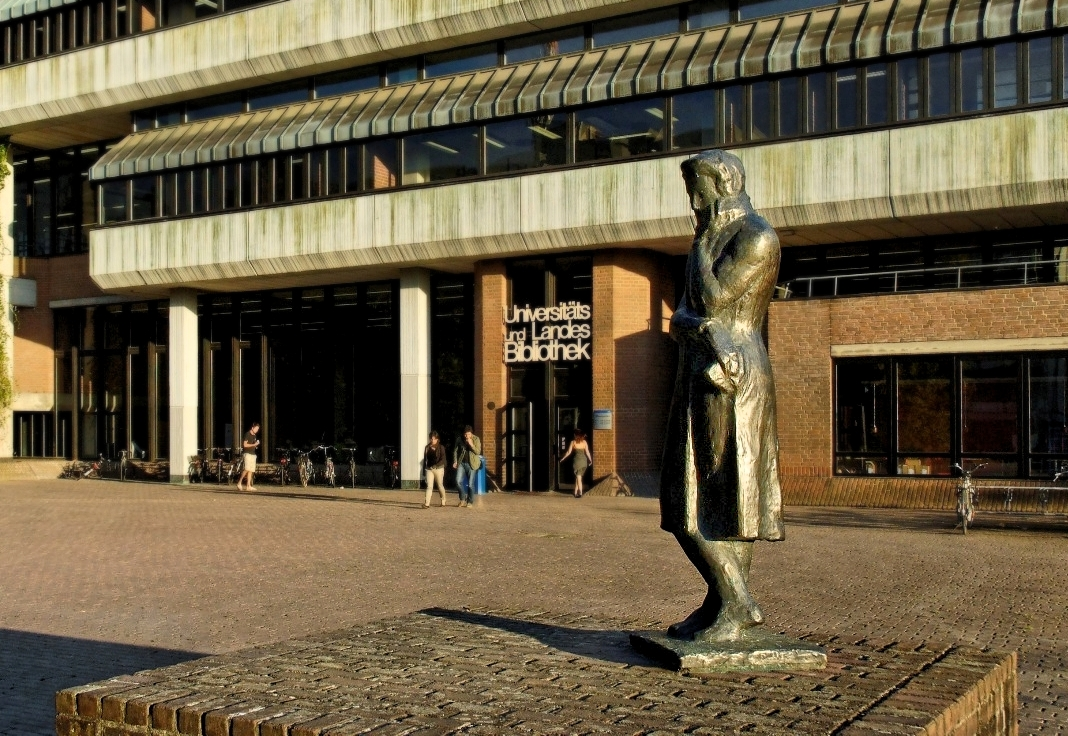
Das Heine-Denkmal vor der Universitäts- und Landesbibliothek Düsseldorf, 2009

Die einzigartige, in Sandgusstechnik erstellte Bronze-Statuette wurde 1965 von dem Düsseldorfer Publizisten und Politiker Otto Schönfeldt aus dem Nachlass von Maase erworben und 1991 an den Düsseldorfer Medizinprofessor Ernst-Adolf Chantelau verkauft. Chantelau schlug 1992 dem damaligen Rektor der Heinrich-Heine-Universität Düsseldorf Gert Kaiser vor, eine lebensgroße Kopie der Statuette als Heine-Denkmal auf dem Universitätsgelände aufzustellen. Kaiser hatte sich für die 1988 erfolgte Umbenennung der Universität eingesetzt und damit dem jahrzehntelangen Namensstreit um Heinrich Heine ein Ende gesetzt. Das vorgeschlagene Heine-Denkmal fand Zustimmung bei Universität und Stadt. Mit der Düsseldorfer Fassung von Lederers Heine-Statue wurde der Bremer Bildhauer und Otto-Schüler Stefan Saxen beauftragt, der das Modell ausarbeitete. Den Bronzeguss im Wachsausschmelzverfahren der 1,80 m hohen Plastik übernahm die Düsseldorfer Kunstgießerei Karl-Heinz Schmäke; die Finanzierung des Denkmals erfolgte durch Spenden der Stadtsparkasse Düsseldorf und der Westdeutschen Landesbank. Das Heine-Denkmal wurde im Juni 1994 im Rahmen des jährlichen Campus-Festes der Heinrich-Heine-Universität eingeweiht und vor der Universitäts- und Landesbibliothek Düsseldorf (ULB Düsseldorf) aufgestellt. Es erfreute sich bald großer Beliebtheit.
Die kleine Bronze-Statuette aus Maases früherem Besitz wurde von Chantelau als Dauerleihgabe der Heinrich-Heine-Universität Düsseldorf überlassen und zunächst im Stadtmuseum aufbewahrt. Seit März 2008 befindet sich die Statuette auf Dauer im Heinrich-Heine-Institut in Düsseldorf.

## Veröffentlichungen
- Gefahrtragung beim Kauf für die Zeit des Schwebens einer Bedingung. H. Winterberg, Rostock 1901 (zugleich Dissertation, Universität Rostock 1901).
- Weltanschauungsorganisationen als Körperschaften öffentlichen Rechts. In: Aufbau, Erziehungswissenschaftliche Zeitschrift. Nr. 11, März 1930, S. 334–341 (Nachdruck unter gleichem Titel In: humanismus aktuell, Hefte für Kultur und Weltanschauung. Nr. 9. 2001, ISSN 1433-514X S. 37–42.).
- Hier ruht ein Liebender, um neu zu lieben. Verlag Die Fähre, Düsseldorf 1950 (Nachruf auf Herbert Eulenberg).
- Einheit, Frieden, Freiheit. Kongreß für deutsche Verständigung für einen gerechten Friedensvertrag am 30. März 1952 in der Kaiser-Friedrich-Halle zu München-Gladbach. Pacht, Hagen 1952, DNB 574947264.
- Das deutsche Volk fällt die Entscheidung. Für einen Friedensvertrag mit Deutschland – gegen den Generalvertrag. Arbeitskreis für Deutsche Verständigung, Düsseldorf 1952, DNB 574947256.